# 堀岡站
堀岡站（日语：／ Horioka eki */?）是位於富山縣新湊市（現時：射水市）堀岡，富山地方鐵道（地鐵）射水線的鐵路車站（廢站）。

## 歷史

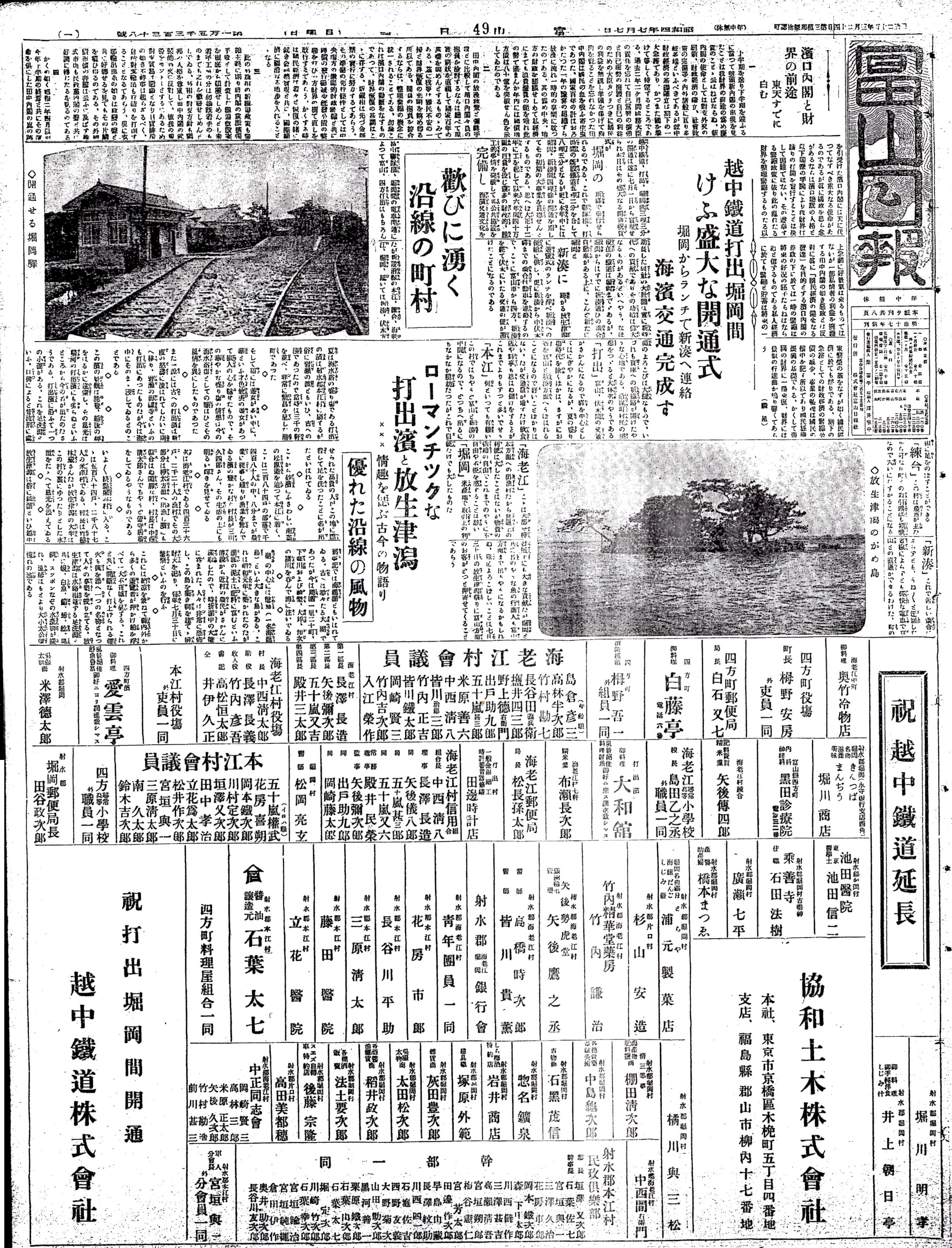
越中鐵道打出站至堀岡站之間開通的新聞報導。當時刊登了此站的照片。

- 1929年（昭和4年）7月2日：越中鐵道打出濱站（後來為打出站（第二代））至此站之間開通，此站啟用[1][2]。當時製作了一首鐵路之歌[3]。車費方面，從富山連帶橋停車場前往本江需要30錢、前往海老江需要36錢、前往堀岡需要42錢。堀岡來往新湊町之間設有每5分鐘一班，車費為5錢的「圓太郎」（馬車服裝）。在中途可轉乘觀賞放生津潟（日语：放生津潟）遊覽船（小型蒸氣船）[3]。
- 1930年（昭和5年）12月23日：此站至東新湊站之間開通。
- 1943年（昭和18年）1月1日：隨著進行交通整合，成為富山地方鐵道射水線的車站[1][2]。
- 1966年（昭和41年）
  - 4月5日：此站至越之潟站之間的路軌分斷及廢除。此站成為終點站[2]。
  - 12月1日：此站至新港東口站之間開業（部分廢線區間重開）。此站成為中途站[1][2]。
- 日期不詳：成為業務委託車站[4]。
- 1980年（昭和55年）4月1日：射水線廢除，此站也被廢除[1][2]。

## 車站構造
截至車站廢除前，此站是一座地面車站，設有1面1線的島式月台（只使用單邊）。月台在路軌的北邊（新港東口方向的列車會開啟右邊車門）。曾有此站設有1面2線的島式月台，當時可進行列車交會。靠近站舍的路軌在廢除交會設備後被撤去。
此站只於早上才有職員當值，其他時段為無人車站和業務委託車站。站舍在站內西北邊，與月台之間設有通道連接。月台上設有有蓋候車室。

## 車站周邊
- 堀岡郵局
- 新湊市立堀岡小學（現時：射水市立堀岡小學（日语：射水市立堀岡小学校））
- 富山地方鐵道、射水市社區巴士（日语：射水市コミュニティバス）「新港東口」巴士站
- 富山縣道232號堀岡小杉線（日语：富山県道232号堀岡小杉線）
- 日本通運

## 現狀
在四方站遺址南方附近至終點站新港東口站附近之間的路軌遺址變成了單車徑。截至1997年（平成9年），路軌遺址繼續是一條單車徑。截至2006年（平成18年）和2010年（平成22年）也是同樣。
截至2006年（平成18年），站舍遺址變成了志願消防隊的值勤室。截至2010年（平成22年），舊站前部分變成了公園。

## 相鄰車站
富山地方鐵道
射水線
射北中學校前－堀岡－新港東口

## 注腳
1. 1 2 3 4  《日本鐵道旅行地圖帳 全線全站全廢線 6 北信越》（監修：今尾惠介，新潮社，2008年10月發行）34頁
2. 1 2 3 4 5  （JTB出版，2010年4月發行）211-212頁
3. 1 2  《堀岡鄉土史》
4. 1 2 3 4 5 6 7  《RM LIBRARY 107 富山地鐵笹津・射水線》（著：服部重敬，NEKO PUBLISHING，2008年7月發行）41頁
5. 1 2  （JTB出版，1997年）108-109頁
6. 1 2  《富山廢線紀行》（著：草卓人，桂書房（日语：桂書房），2008年）66-67頁
7. 1 2  （著：寺田裕一，NEKO PUBLISHING，2010年12月發行）53頁
8. ↑  50-51頁

## 相關項目
- 日本鐵路車站列表 Ho